# Herminia flavicrinalis
Herminia flavicrinalis är en fjärilsart som beskrevs av Andreas 1910. Herminia flavicrinalis ingår i släktet Herminia och familjen nattflyn. Inga underarter finns listade i Catalogue of Life.